# Grainville-Ymauville
Grainville-Ymauville är en kommun i departementet Seine-Maritime i regionen Normandie i norra Frankrike. Kommunen ligger i kantonen Goderville som tillhör arrondissementet Le Havre. År 2022 hade Grainville-Ymauville 423 invånare.

## Befolkningsutveckling
Antalet invånare i kommunen Grainville-Ymauville
| Referens: INSEE |